# Kyrkan i Blenduk
Kyrkan i Blenduk (Indonesiska: Gereja Blenduk) är en protestantisk kyrkobyggnad som ligger i Semarang i Jawa Tengah. Kyrkan är uppförd 1753 och därmed den äldsta i provinsen.

## Kyrkobyggnaden
Sedan uppförandet 1753 har kyrkan omdanats flera gånger. 1787 ändrades kyrkans arkitektur och sju år senare gjordes ytterligare renoveringar. Åren 1894-1895 gjordes en stor ombyggnad av H.P.A. de Wilde och W. Westmaas då kupolen och två torn tillkom. Kupolen på Peterskyrkan i Rom var förebild till den kopparklädda kupol som då uppfördes. Blenduk betyder kupol på javanesiska vilket har gett kyrkan dess namn. Kyrkans stil har förblivit samma sedan dess. Under 2000-talet har en serie renoveringar genomförts och år 2003 firades kyrkans 250-årsjubileum.
Kyrkan har åttkantig planform med huvudentré i söder. Huvudentrén har dubbeldörrar med träpanel. I kyrkan finns färgade blyinfattade glasfönster. En orgel i barockstil är för närvarande sönder.

## Bildgalleri

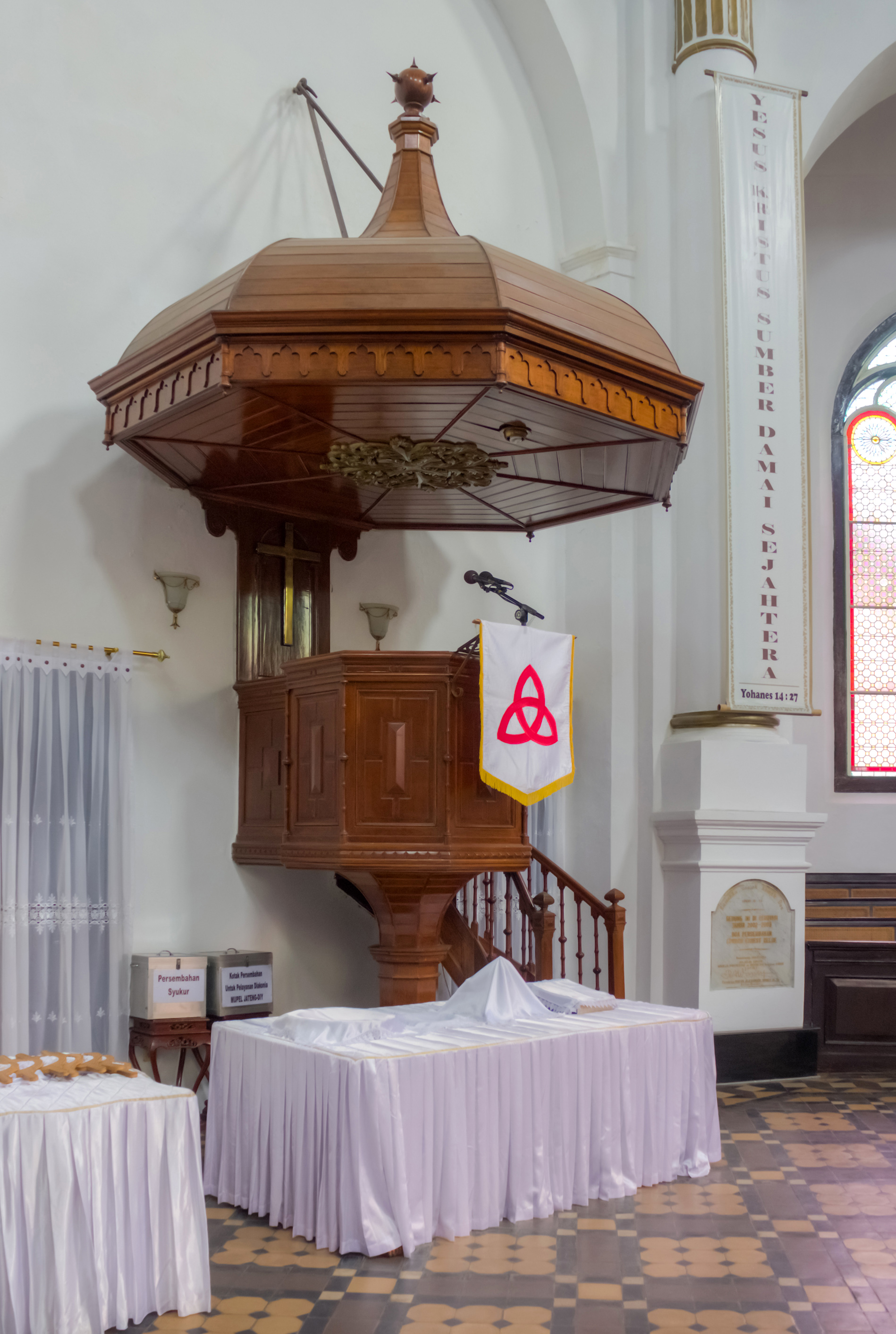
Predikstol.
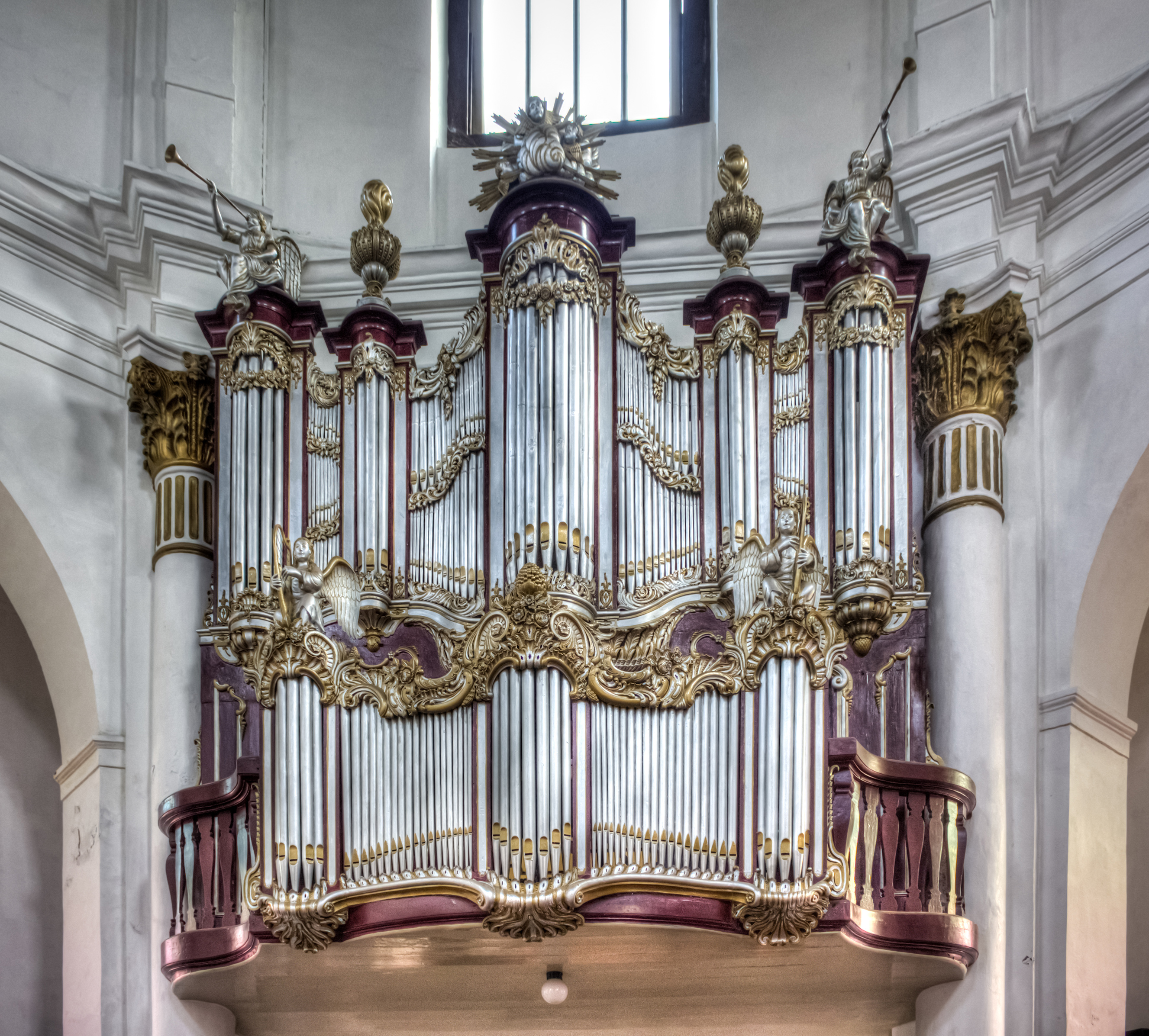
Orgel.
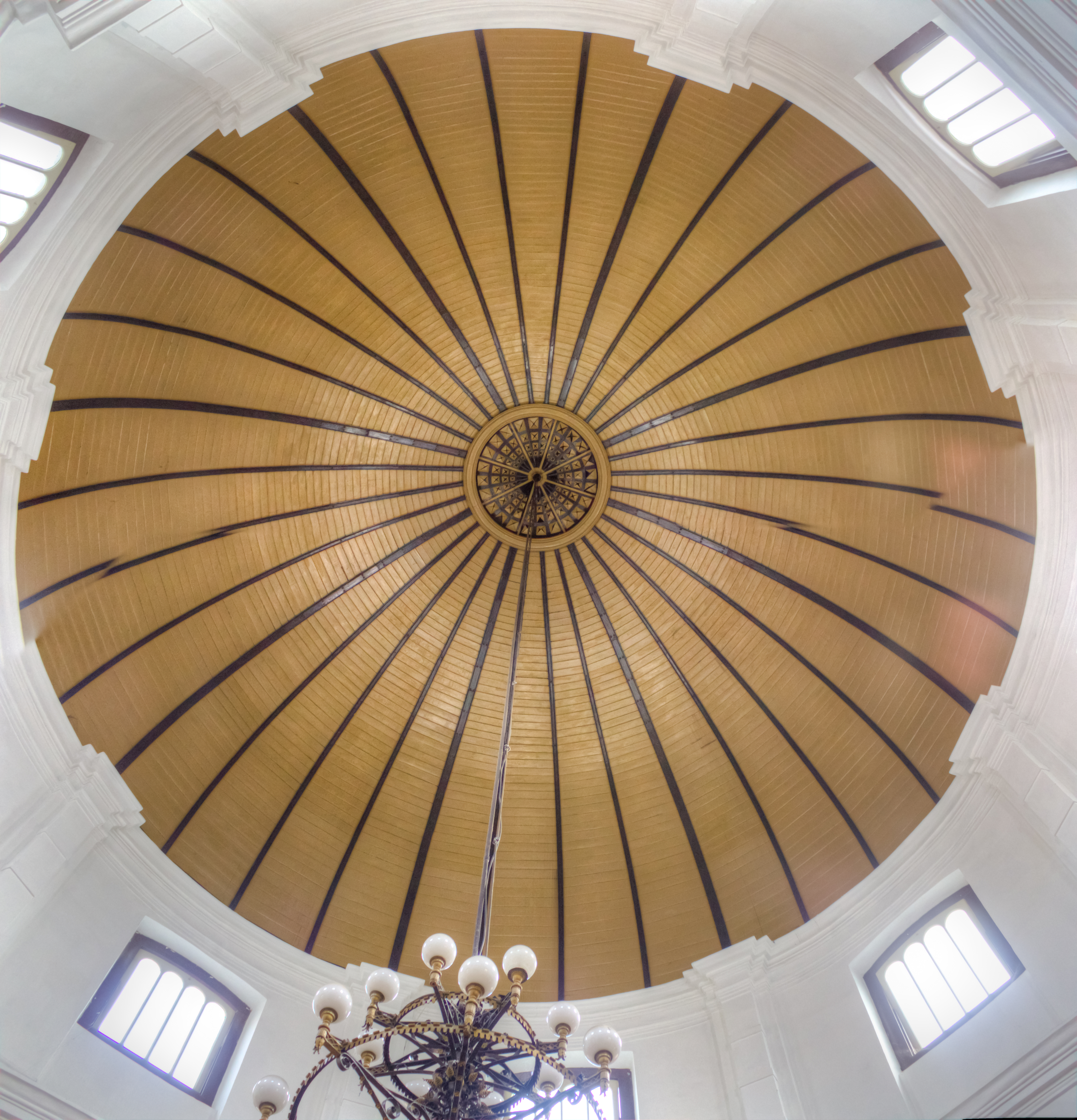
Takkupolens insida.
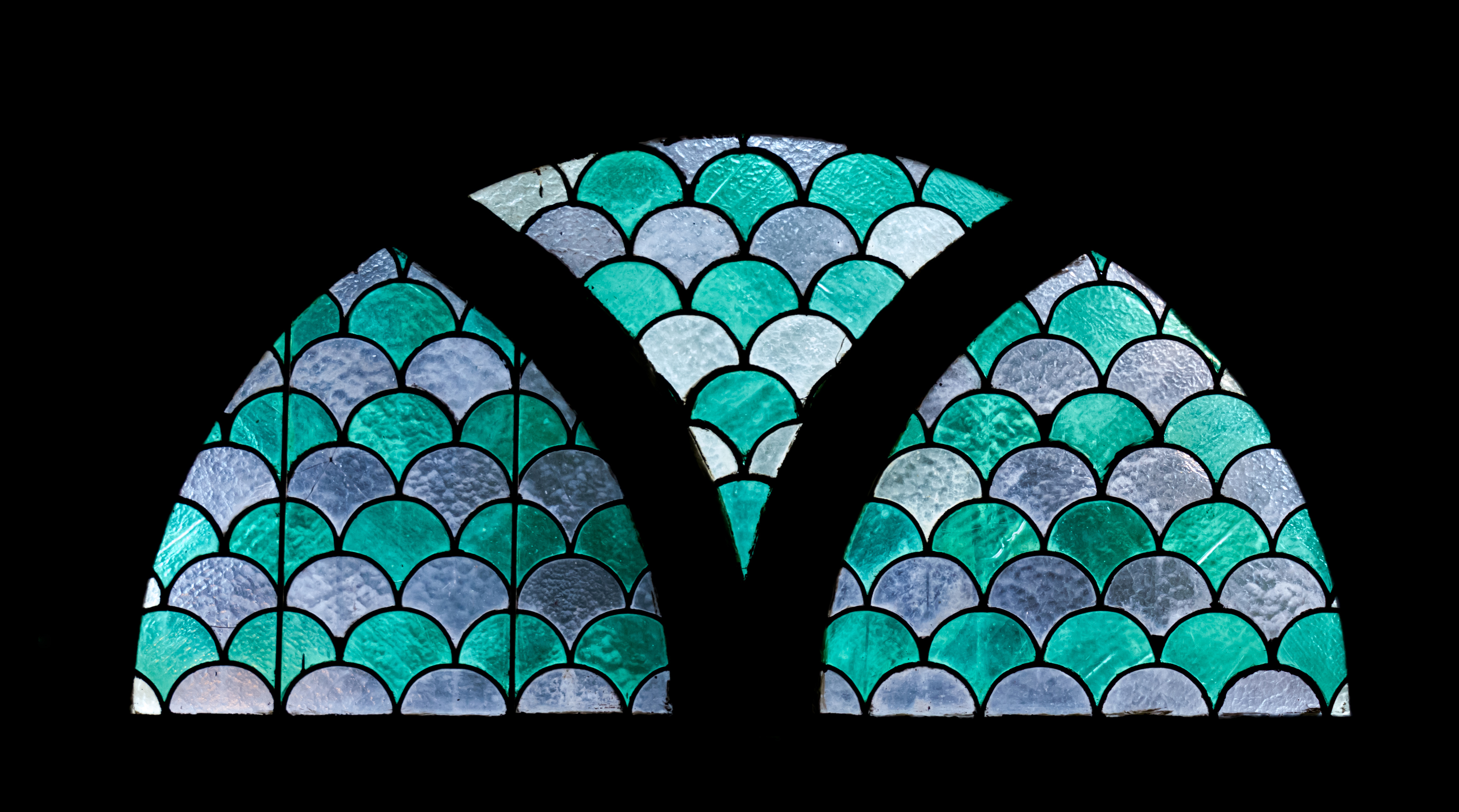
Blyinfattat glasfönster ovanför dörren.